# Glenea neosangirica
Glenea neosangirica är en skalbaggsart som beskrevs av Stefan von Breuning 1956. Glenea neosangirica ingår i släktet Glenea och familjen långhorningar.
Artens utbredningsområde är Sulawesi. Inga underarter finns listade i Catalogue of Life.